# Hans Gerald Hödl
Hans Gerald Hödl (* 29. August 1959 in Sankt Sebastian (Steiermark)) ist ein österreichischer Religionswissenschaftler.

## Leben
Hödl studierte römisch-katholische Theologie und Philosophie an der Universität Wien und wurde 2003 an der Humboldt-Universität zu Berlin für das Fach Kulturwissenschaft habilitiert. Seit 2009 ist Hödl außerordentlicher Professor für Religionswissenschaft an der Universität Wien. Zu seinen Schwerpunkten in Forschung und Lehre gehören westafrikanische und afroamerikanische Religionen, Ritualtheorie, Religionsästhetik, Religionskritik, die Himmlische Kirche Christi und die Kirche Jesu Christi der Heiligen der Letzten Tage. Er ist Mitherausgeber der Abteilung I der historisch-kritischen Gesamtausgabe der Werke Friedrich Wilhelm Nietzsches.

## Schriften
- Nietzsches frühe Sprachkritik. Lektüren zu „Ueber Wahrheit und Lüge im aussermoralischen Sinne“. WUV-Universitätsverlag, Wien 1997.
- Decodierungen der Metaphysik. Eine religionsphilosophische Interpretation von Ferdinand Ebners Denkweg auf der Grundlage unveröffentlichter Manuskripte (= Georg Gimpl, Juha Manninen (Hrsg.): Europäische Studien zur Ideen- und Wissenschaftsgeschichte. Band 5). Frankfurt am Main/Berlin/Bern/New York/Paris 1998.
- mit Johann Figl (Hrsg.): Friedrich Nietzsche. Kritische Gesamtausgabe Werke I/3. Berlin/New York 2006.
- Der letzte Jünger des Philosophen Dionysos. Studien zur systematischen Bedeutung von Nietzsches Selbstthematisierungen im Kontext seiner Religionskritik (= MTNF 54). de Gruyter, Berlin/New York 2009.
- mit Veronica Futterknecht (Hrsg.): Religionen nach der Säkularisierung. Festschrift für Johann Figl zum 65. Geburtstag. LIT, Berlin 2011.
- mit Lukas K. Pokorny (Hrsg.): Religion in Austria. Volume 1. Praesens, Wien 2012.
- mit Lukas K. Pokorny (Hrsg.): Religion in Austria. Volume 2. Praesens, Wien 2014.
- mit Lukas K. Pokorny (Hrsg.): Religion in Austria. Volume 3. Praesens, Wien 2016.
- mit Lukas K. Pokorny (Hrsg.): Religion in Austria. Volume 4. Praesens, Wien 2018.
- mit Astrid Mattes, Lukas K. Pokorny (Hrsg.): Religion in Austria. Volume 5. Praesens, Wien 2020.
- mit Astrid Mattes, Lukas K. Pokorny (Hrsg.): Religion in Austria. Volume 6. Praesens, Wien 2021.

## Veröffentlichungen
- Hans Gerald Hödl schrieb zahlreiche Artikel für das Biographisch-Bibliographische Kirchenlexikon (BBKL).[1]